# كين شامروك
كين شامروك (بالإنجليزية: Ken Shamrock) مصارع فنون مختلطة وبطل قتال نهائي ومصارع أمريكي محترف ولد في 11 فبراير 1964م كان أول ظهور له في حلبات المصارعة عام 1988 وكان يصارع سابقا في اتحاد الدبليو دبليو أي من الفترة 1996 إلى 1999 .

## روابط خارجية
- كين شامروك على موقع يو إف سي (الإنجليزية)
- كين شامروك على موقع بيلاتور (الإنجليزية)
- كين شامروك على موقع شيردوغ (الإنجليزية)
- كين شامروك على موقع Tapology.com (الإنجليزية)
- كين شامروك على موقع إي إس بي إن (الإنجليزية)
- كين شامروك على موقع دبليو دبليو إي (الإنجليزية)
- كين شامروك على موقع CageMatch worker (الإنجليزية)
- كين شامروك على موقع قاعدة بيانات المصارعة على الإنترنت (الإنجليزية)
- كين شامروك على موقع عالم المصارعة على الإنترنت (الإنجليزية)
- كين شامروك على موقع عالم المصارعة على الإنترنت (الإنجليزية)

- كين شامروك على موقع IMDb (الإنجليزية)
- كين شامروك على موقع ألو سيني (الفرنسية)
- كين شامروك على موقع ميوزك برينز (الإنجليزية)
- كين شامروك على موقع أول موفي (الإنجليزية)
- كين شامروك على موقع قاعدة بيانات الفيلم (الإنجليزية)
- كين شامروك على موقع كينوبويسك (الروسية)
- الموقع الرسمي
- PRIDE FC Profile نسخة محفوظة 22 يوليو 2012 على موقع واي باك مشين.
- سجل الفنون القتالية المختلطة المهني لـ كين شامروك على شيردوغ
- Ken Shamrock على يو إف سي
- UFC Hall of Fame Page
- صفحة Ken Shamrock على دبليو دبليو إي.كوم
- فنون القتال المختلطة Freak Hall of Fame نسخة محفوظة 6 مارس 2019 على موقع واي باك مشين.